# 本德曼山脈
本德曼山脈（英語：Bundermann Range），是南極洲的山脈，位於毛德皇后地的瑪塔公主海岸，處於努普斯卡門嶺和特爾寧斯卡韋特山以北，屬於耶爾斯維克山脈的一部分，現時由南極條約體系管理。